# Close Encounters Tour
Il Close Encounters Tour è stato un tour del cantante britannico Robbie Williams, realizzato per promuovere il suo sesto album in studio, Intensive Care.
Il 19 novembre 2005 furono venduti oltre 1,6 milioni di biglietti, facendo guadagnare a Williams un Guinness World Record per "il maggior numero di biglietti venduti in un solo giorno".
Il tour si è svolto tra aprile e dicembre 2006 e ha visitato Africa, Asia, Europa, Sud America, Nord America e Australia.

## Accoglienza
Il 19 novembre 2005 furono messi in vendita i biglietti per il tour europeo di Williams del 2006; in 24 ore ne furono venduti oltre 1,6 milioni, per un valore di 143 milioni di dollari, facendo guadagnare al cantante un Guinness World Record per "il maggior numero di biglietti venduti in un solo giorno". Un milione di biglietti fu venduto nelle prime tre ore, rendendolo il tour con le vendite più veloci di sempre e mandando in tilt i principali siti di vendita; anche le ulteriori date annunciate in Sudafrica, Asia, America Latina e Australia furono sold-out in poche ore. Williams era a quel punto il più grande artista maschile al mondo, con la sola eccezione degli Stati Uniti.

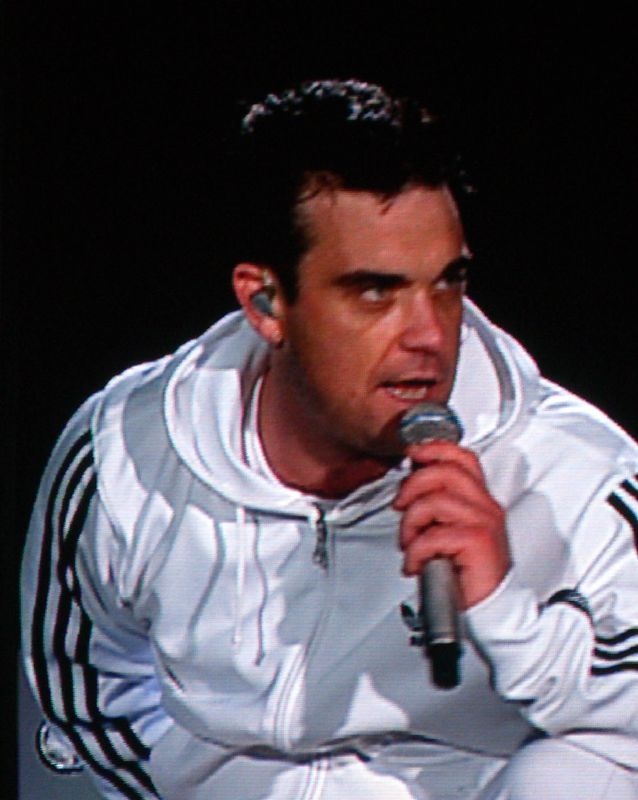
Robbie Williams in concerto a Vienna

Nel Regno Unito, cinque spettacoli al nuovo Stadio di Wembley di Londra e due al Roudhay Park di Leeds furono venduti in appena 90 minuti; le quattro date olandesi all'Amsterdam ArenA furono sold-out in 89. In Irlanda il concerto al Croke Park di Dublino fu esaurito nel giro di 20 minuti; Williams avrebbe potuto riempire lo stadio per tre sere consecutive senza comunque riuscire a soddisfare tutta la domanda. A Monaco di Baviera, oltre 20,000 fan si radunarono davanti ai botteghini a mezzanotte per poter comprare i biglietti; Williams divenne il primo artista a vendere tre spettacoli all'Olympiastadion, attirando la cifra record di oltre 200,000 spettatori. In totale, Williams si esibì davanti a oltre 1 milione di spettatori in 13 concerti in Germania.
Le tre date previste in Sudafrica furono esaurite quasi immediatamente, con fan in coda ai punti vendita dalla sera precedente. A Dubai, 25,000 biglietti furono venduti in meno due ore, rendendolo il più grande concerto mai tenuto fino ad allora negli Emirati Arabi, mentre a Hong Kong furono sold-out in meno di un giorno, nonostante i prezzi andassero dai 1,700 ai 2,500 dollari. In Australia, la domanda di biglietti senza precedenti portò i promoter ad aggiungere quattro date alle cinque originarie, registrando il sold-out immediato. I primi due concerti di Sydney e Melbourne furono esauriti in 30 minuti, portando al raddoppio delle date in entrambe le città senza comunque riuscire a soddisfare una domanda tale da garantire quattro sold out all'Aussie Stadium e tre al Telstra Dome.
Il tour fu visto da 2,7 milioni di fan in Europa, mentre in Australia stabilì un record senza precedenti di oltre mezzo milione di spettatori; in totale fu seguito da oltre 3,6 milioni di fan in 20 nazioni, ed ebbe incassi superiori ai 270 milioni di dollari, diventando il tour di maggior successo della carriera di Williams.
Il secondo dei due spettacoli di Williams al Roundhay Park di Leeds, tenuto il 9 settembre davanti a 90,000 spettatori, fu trasmesso in diretta da Sky e divenne il primo concerto ad essere mandato in onda in alta definizione in Gran Bretagna.
La parte asiatica del tour, prevista per novembre tra Cina, Thailandia, Singapore ed India venne cancellata all'ultimo momento, a causa di problemi di salute di Williams; stressato dall'avvicinarsi della fine della tournée e ferocemente criticato per il clamoroso flop del suo nuovo album Rudebox, il cantante finì in depressione e cadde nella spirale della dipendenza da cocaina, alcol e farmaci. Una volta terminato il tour australiano, Williams entrò in rehab, ritirandosi temporaneamente dalla carriera musicale.

## Scaletta

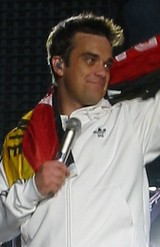
Robbie Williams in concerto ad Amburgo

Dal concerto di Leeds del 9 settembre 2006:
1. "Instrumental Sequence" (con elementi di "The Five Tones and Mountain Visions")
2. "Radio"
3. "Rock DJ"
4. "Tripping"
5. "Monsoon"
6. "Sin Sin Sin"
7. "Millennium"
8. "Make Me Pure"
9. "Me and My Shadow" (Whispering Jack Smith cover) (duetto con Jonathan Wilkes)
10. "Strong"
11. "Back for Good" (Take That cover)
12. "Advertising Space"
13. "Come Undone"
14. "Feel"
15. "Let Me Entertain You"
16. "Rudebox"
17. "Angels"
18. "Kids"

## Artisti d'apertura
- Freshlyground (Africa)
- Chris Coco (Europa, Sud America, Australia)
- Basement Jaxx, Orson (Europa)
- Sneaky Sound System (Australia)
- La Portuaria (Argentina)

## Date del tour
| Data              | Città             | Paese               | Luogo                   | Spettatori |
| Africa            | Africa            | Africa              | Africa                  | Africa     |
| ----------------- | ----------------- | ------------------- | ----------------------- | ---------- |
| 10 aprile 2006    | Durban            | Sudafrica           | Kings Park Stadium      | 52,000     |
| 13 aprile 2006    | Città del Capo    | Sudafrica           | Cape Town Stadium       | 40,000     |
| 17 aprile 2006    | Pretoria          | Sudafrica           | Stadio Loftus Versfeld  | 60,000     |
| Asia              |                   |                     |                         |            |
| 21 aprile 2006    | Dubai             | Emirati Arabi Uniti | Nad Al Sheba Racecourse | 25,000     |
| Europa            |                   |                     |                         |            |
| 9 giugno 2006     | Dublino           | Irlanda             | Croke Park              | 85,000     |
| 13 giugno 2006    | Bruxelles         | Belgio              | Stadio Re Baldovino     | 60,000     |
| 14 giugno 2006    | Bruxelles         | Belgio              | Stadio Re Baldovino     | 60,000     |
| 17 giugno 2006    | Parigi            | Francia             | Parc des Princes        | 50,000     |
| 21 giugno 2006    | Amsterdam         | Paesi Bassi         | Amsterdam Arena         | 50,000     |
| 22 giugno 2006    | Amsterdam         | Paesi Bassi         | Amsterdam Arena         | 50,000     |
| 24 giugno 2006    | Amsterdam         | Paesi Bassi         | Amsterdam Arena         | 50,000     |
| 25 giugno 2006    | Amsterdam         | Paesi Bassi         | Amsterdam Arena         | 50,000     |
| 1 luglio 2006     | Göteborg          | Svezia              | Ullevi Stadion          | 57,000     |
| 2 luglio 2006     | Göteborg          | Svezia              | Ullevi Stadion          | 57,000     |
| 6 luglio 2006     | Copenaghen        | Danimarca           | Parken Stadion          | 50,000     |
| 7 luglio 2006     | Copenaghen        | Danimarca           | Parken Stadion          | 50,000     |
| 10 luglio 2006    | Dresda            | Germania            | Ostragehege             | 80,000     |
| 11 luglio 2006    | Dresda            | Germania            | Ostragehege             | 80,000     |
| 14 luglio 2006    | Amburgo           | Germania            | Trabrennbahn Bahrenfeld | 80,000     |
| 15 luglio 2006    | Amburgo           | Germania            | Trabrennbahn Bahrenfeld | 80,000     |
| 19 luglio 2006    | Budapest          | Ungheria            | Stadio Ferenc Puskás    | 65,000     |
| 22 luglio 2006    | Milano            | Italia              | Stadio San Siro         | 73,000     |
| 27 luglio 2006    | Berlino           | Germania            | Olympiastadion          | 70,000     |
| 28 luglio 2006    | Berlino           | Germania            | Olympiastadion          | 70,000     |
| 1 agosto 2006     | Monaco di Baviera | Germania            | Olympiastadion          | 70,000     |
| 2 agosto 2006     | Monaco di Baviera | Germania            | Olympiastadion          | 70,000     |
| 3 agosto 2006     | Monaco di Baviera | Germania            | Olympiastadion          | 70,000     |
| 8 agosto 2006     | Colonia           | Germania            | Jahnwiese               | 80,000     |
| 9 agosto 2006     | Colonia           | Germania            | Jahnwiese               | 80,000     |
| 12 agosto 2006    | Hockenheim        | Germania            | Hockenheimring          | 90,000     |
| 13 agosto 2006    | Hockenheim        | Germania            | Hockenheimring          | 90,000     |
| 18 agosto 2006    | Vienna            | Austria             | Ernst Happel Stadion    | 50,000     |
| 19 agosto 2006    | Vienna            | Austria             | Ernst Happel Stadion    | 50,000     |
| 23 agosto 2006    | Berna             | Svizzera            | Stade de Suisse         | 40,000     |
| 24 agosto 2006    | Berna             | Svizzera            | Stade de Suisse         | 40,000     |
| 1 settembre 2006  | Glasgow           | Regno Unito         | Hampden Park            | 55,000     |
| 2 settembre 2006  | Glasgow           | Regno Unito         | Hampden Park            | 55,000     |
| 8 settembre 2006  | Leeds             | Regno Unito         | Roundhay Park           | 90,000     |
| 9 settembre 2006  | Leeds             | Regno Unito         | Roundhay Park           | 90,000     |
| 14 settembre 2006 | Milton Keynes     | Regno Unito         | National Bowl           | 65,000     |
| 15 settembre 2006 | Milton Keynes     | Regno Unito         | National Bowl           | 65,000     |
| 16 settembre 2006 | Milton Keynes     | Regno Unito         | National Bowl           | 65,000     |
| 18 settembre 2006 | Milton Keynes     | Regno Unito         | National Bowl           | 65,000     |
| 19 settembre 2006 | Milton Keynes     | Regno Unito         | National Bowl           | 65,000     |
| Sud America       |                   |                     |                         |            |
| 10 ottobre 2006   | Santiago          | Cile                | Estadio Nacional        | 55,000     |
| 14 ottobre 2006   | Buenos Aires      | Argentina           | Stadio Monumental       | 65,000     |
| 15 ottobre 2006   | Buenos Aires      | Argentina           | Stadio Monumental       | 65,000     |
| 18 ottobre 2006   | Rio de Janeiro    | Brasile             | Praça da Apoteose       | 40,000     |
| Nord America      |                   |                     |                         |            |
| 21 ottobre 2006   | Città del Messico | Messico             | Foro Sol                | 63,000     |
| 22 ottobre 2006   | Città del Messico | Messico             | Foro Sol                | 63,000     |
| Oceania           |                   |                     |                         |            |
| 30 novembre 2006  | Perth             | Australia           | Subiaco Oval            | 40,000     |
| 1 dicembre 2006   | Perth             | Australia           | Subiaco Oval            | 40,000     |
| 5 dicembre 2006   | Adelaide          | Australia           | AAMI Stadium            | 80,000     |
| 9 dicembre 2006   | Sydney            | Australia           | Aussie Stadium          | 53,000     |
| 10 dicembre 2006  | Sydney            | Australia           | Aussie Stadium          | 53,000     |
| 13 dicembre 2006  | Brisbane          | Australia           | Suncorp Stadium         | 55,000     |
| 14 dicembre 2006  | Brisbane          | Australia           | Suncorp Stadium         | 55,000     |
| 17 dicembre 2006  | Melbourne         | Australia           | Docklands Stadium       | 66,000     |
| 18 dicembre 2006  | Melbourne         | Australia           | Docklands Stadium       | 66,000     |

### Modifiche e cancellazioni
| Data              | Città          | Stato       | Luogo                          | Causa                                                                                              |
| ----------------- | -------------- | ----------- | ------------------------------ | -------------------------------------------------------------------------------------------------- |
| 10 luglio 2006    | Lipsia         | Germania    | Leipziger Festwiese            | Spostato all'Ostragehege di Dresda con una data aggiuntiva.                                        |
| Agosto 2006       | Dublino        | Irlanda     | Lansdowne Road                 | Spostato al Croke Park.                                                                            |
| 23 agosto 2006    | Losanna        | Svizzera    | Stade Olympique de la Pontaise | Spostati allo Stade de Suisse di Berna.                                                            |
| 24 agosto 2006    | Losanna        | Svizzera    | Stade Olympique de la Pontaise | Spostati allo Stade de Suisse di Berna.                                                            |
| 14 settembre 2006 | Londra         | Regno Unito | Wembley Stadium                | Spostati al National Bowl di Milton Keynes, a causa di ritardi nella costruzione del nuovo stadio. |
| 15 settembre 2006 | Londra         | Regno Unito | Wembley Stadium                | Spostati al National Bowl di Milton Keynes, a causa di ritardi nella costruzione del nuovo stadio. |
| 16 settembre 2006 | Londra         | Regno Unito | Wembley Stadium                | Spostati al National Bowl di Milton Keynes, a causa di ritardi nella costruzione del nuovo stadio. |
| 18 settembre 2006 | Londra         | Regno Unito | Wembley Stadium                | Spostati al National Bowl di Milton Keynes, a causa di ritardi nella costruzione del nuovo stadio. |
| 19 settembre 2006 | Londra         | Regno Unito | Wembley Stadium                | Spostati al National Bowl di Milton Keynes, a causa di ritardi nella costruzione del nuovo stadio. |
| 8 ottobre 2006    | Caracas        | Venezuela   | Estadio Universitario          | Cancellato a causa di problemi di salute di Williams.                                              |
| 18 ottobre 2006   | Rio de Janeiro | Brasile     | Stadio Maracanã                | Spostato alla Praça da Apoteose.                                                                   |
| 4 novembre 2006   | Shanghai       | Cina        | Hongkou Stadium                | Cancellati a causa di problemi di salute di Williams.                                              |
| 10 novembre 2006  | Hong Kong      | Cina        | Hong Kong Exhibition Centre    | Cancellati a causa di problemi di salute di Williams.                                              |
| 14 novembre 2006  | Bangkok        | Thailandia  | Aktiv Square                   | Cancellati a causa di problemi di salute di Williams.                                              |
| 18 novembre 2006  | Kallang        | Singapore   | Stadio Nazionale               | Cancellati a causa di problemi di salute di Williams.                                              |
| 22 novembre 2006  | Mumbai         | India       | Brabourne Stadium              | Cancellati a causa di problemi di salute di Williams.                                              |
| 24 novembre 2006  | Bangalore      | India       | Bangalore Palace Grounds       | Cancellati a causa di problemi di salute di Williams.                                              |